# اتران
اتران (به انگلیسی: ATRAN) یک شرکت هواپیمایی با کد یاتا V8 است که در ۱۹۴۲ میلادی تأسیس شده‌است. دفتر مرکزی اتران در مسکو، روسیه واقع شده‌است و قطب این شرکت هواپیمایی در فرودگاه بین‌المللی دوموده‌دوو قرار دارد.